# Francis Magee
Francis Magee, född 7 juni 1969 i Dublin, är en irländsk skådespelare.
Magee har bland annat medverkat i TV-serierna Then You Run och The Bastard Executioner. Han har även medverkat i filmen Layer Cake.

## Filmografi (i urval)
- 2004 – Layer Cake
- 2013 – The Bible (miniserie) (TV-serie)
- 2015 – The Bastard Executioner (TV-serie)
- 2021–2023 – Kin – familjen framför allt (TV-serie)
- 2023 – Then You Run (TV-serie)
- 2024 – The Tourist (TV-serie)
- 2025 – Rose of Nevada